# Kanta Ibraguimov
Pour les articles homonymes, voir Ibraguimov.
Kanta Khamzatovitch Ibraguimov (en russe : Канта Хамзатович Ибрагимов), né le 9 juillet 1960 à Grozny, est un romancier tchétchène, de langue russe et vivant à Moscou. 

## Biographie
Kanta Ibraguimov est économiste de formation. Son premier roman, The War Past, est publié en 1999 et devient un best-seller dans son pays. Suivront The Hoary Caucasus, History Teacher, Children’s Realm et An Oriental Fairy Tale. Son roman The House of Problems (La maison des problèmes) reconstitue la vie en Tchétchénie au début des années 1990. L'écrivain reçoit en 2004 le prix d'État de la fédération de Russie. En 2010, le président de Tchéchénie présente sa candidature pour le prix Nobel de littérature,. 